# طالب غلي
طالب‌ غلي هي قرية في مقاطعة جلفا، إيران. عدد سكان هذه القرية هو 17 في سنة 2006.